# Geschichte der Oker in Braunschweig
Die Oker in Braunschweig besteht aus der Okerumflut und den Wasserläufen im historischen Innenstadtbereich, den so genannten Stadtgräben. Die Okerumflut teilt sich in zwei künstlich angelegte Wassergräben, die als Umflutgraben bezeichnet werden und als Teil der Stadtbefestigung geschaffen wurden. Sie bilden die Begrenzung des historischen Stadtkerns Braunschweigs. Dieser Artikel behandelt hauptsächlich den Okerverlauf im historischen Stadtkern und verweist auf weitere Einträge über die Oker im Stadtgebiet. Informationen zum gesamten Fluss bietet der Hauptartikel Oker.

## Die Oker in der mittelalterlichen Stadt

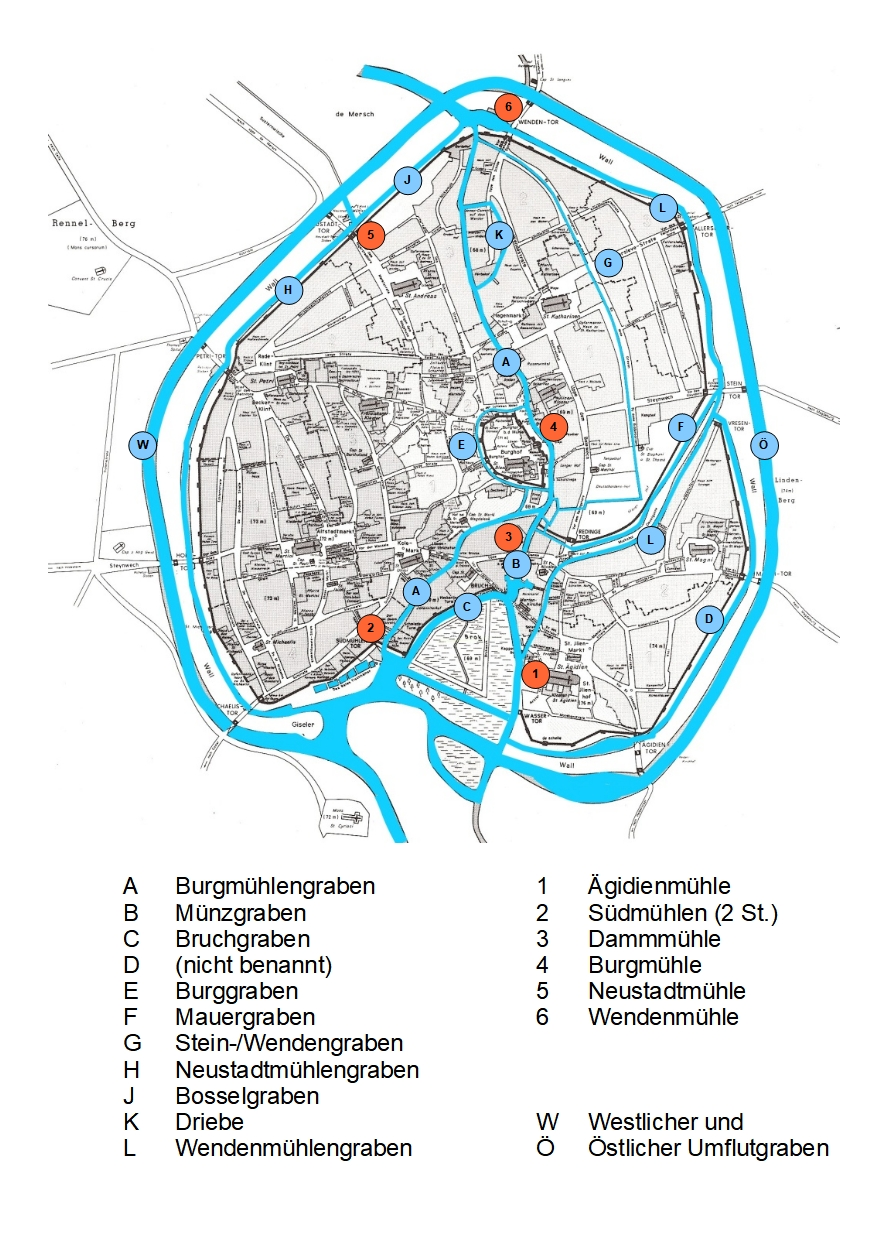
Verlauf der Okerarme im Braunschweiger Stadtgebiet um 1400 mit Benennung und Mühlen

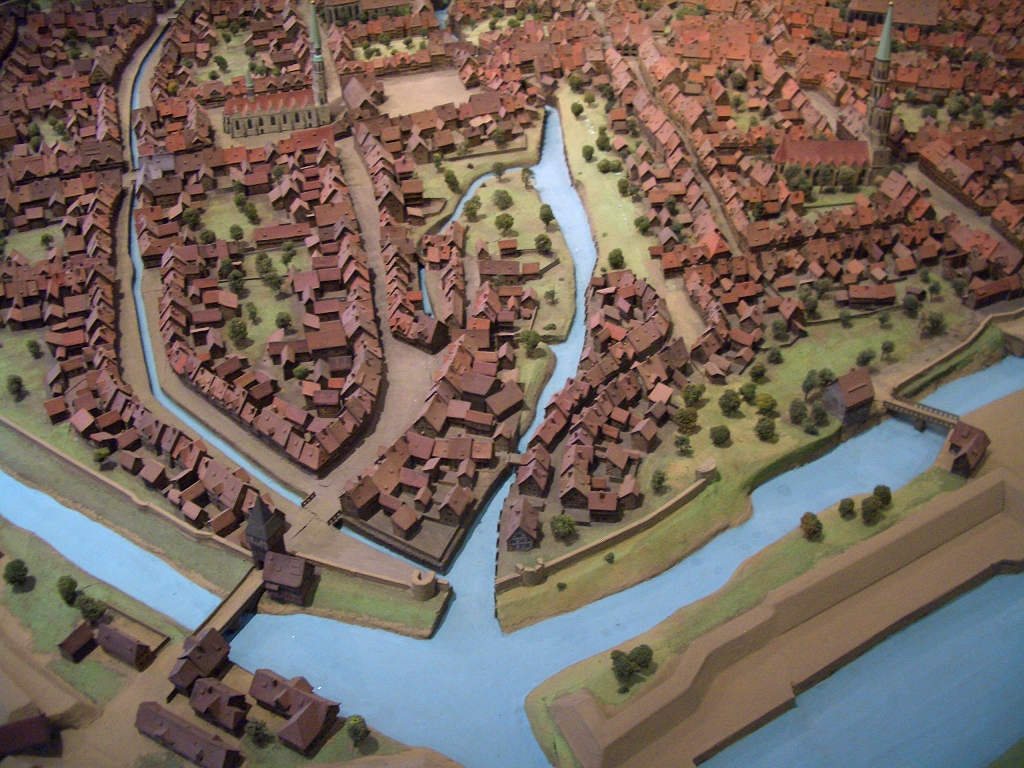
Darstellung des Zusammenflusses der Stadtgräben im Stadtmodell Braunschweig, Städtisches Museum Braunschweig. Blick aus Richtung Norden

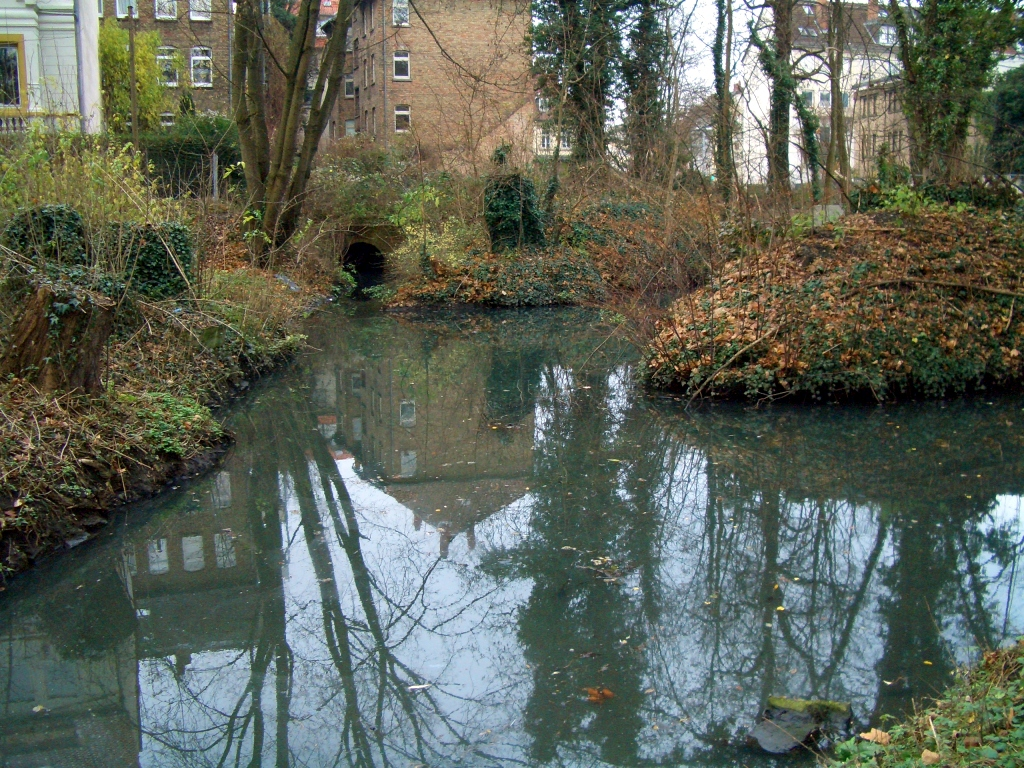
Zusammenfluss der Innenstadtgräben beim Inselwall (2009)

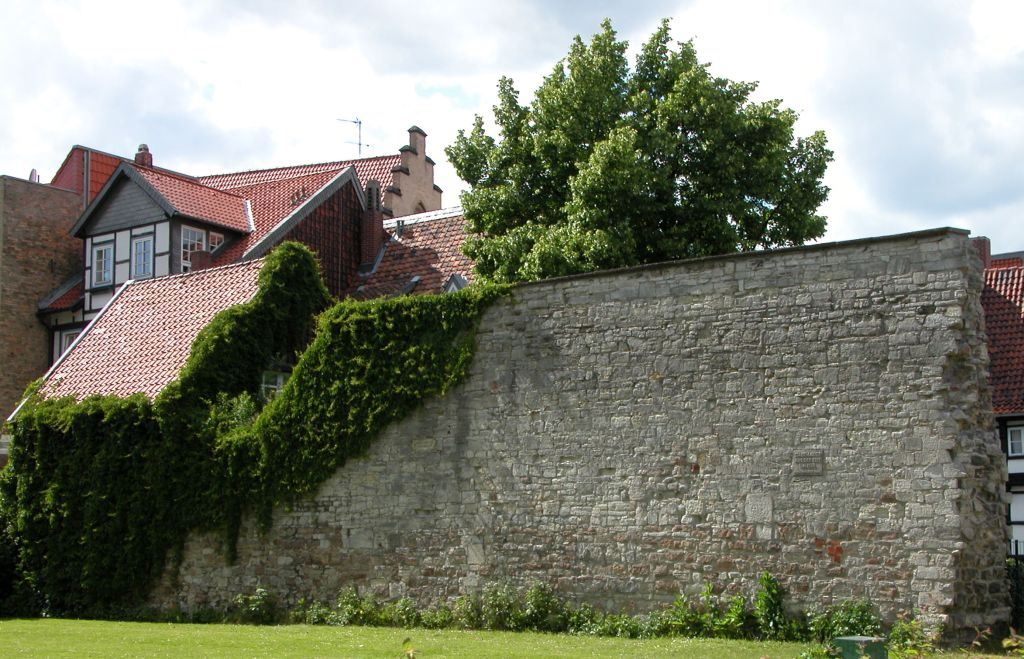
Historische Stadtmauer am Neustadtmühlengraben bei der Echternstraße/Gieselerwall

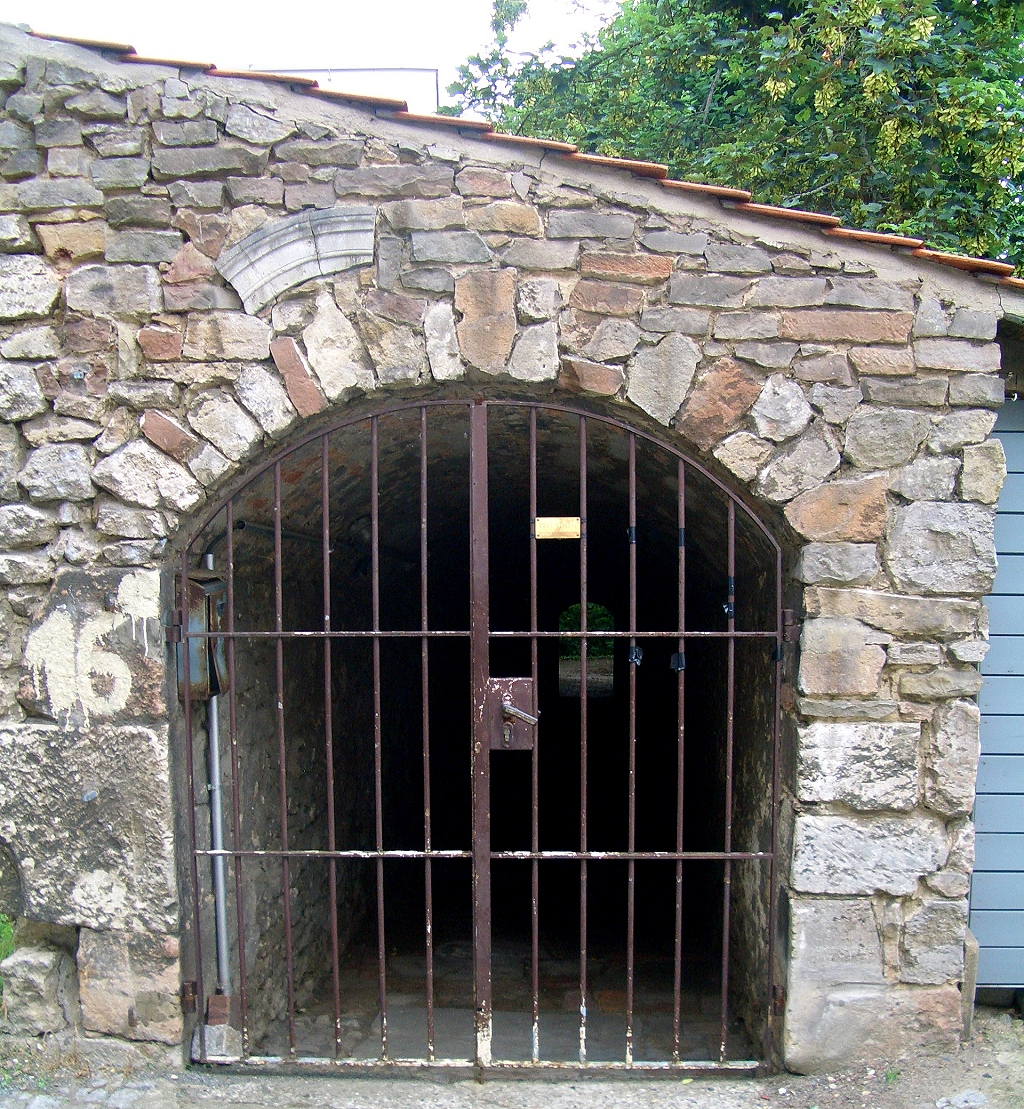
Eingang zum Wehrgang unter der alten Stadtbefestigung hinter dem Stobwasserhaus Echternstraße 16 hinunter zum Neustadtmühlengraben

### Historischer Verlauf
Der ursprüngliche Verlauf der Oker bis zur Besiedlung und Stadtgründung war vielarmig und von einer sumpfigen Auenlandschaft geprägt. Zwischen Erhebungen, die Klint genannt werden, verzweigte sich der Fluss, mäandrierte und bildete sogenannte Werder als inselartige Einschlüsse. Heutige Straßennamen wie Klint deuten auf die Erhebungen und Werder auf Inseln hin.
Das historische Niveau der Okerniederung wird mit etwa 68 m ü. NN angenommen. In dem Bereich des heutigen Bürgerparks teilte sich der Fluss in zwei Hauptarme und eine Vielzahl von Nebenarmen auf. Es entstand eine breite, sumpfige Aue, die sich über das unbesiedelte Bruchgebiet erstreckte und sich erst in dem Gebiet der heutigen Innenstadt auf etwa 300 m verengte. Eine nach Osten gerichtete Landzunge mit 70 m ü. NN schnürte diese Aue ein und war als Standort für die später erbaute Burg Dankwarderode vorteilhaft. Es wird dort eine frühe Okerfurt vermutet. Auf einer der höchsten Erhebungen mit über 76 m ü. NN wurde 1115 das Aegidienkloster gegründet, andere Flächen höher als 73 m ü. NN waren günstig für die ersten seit dem 9. Jahrhundert bezeugten historischen Besiedlungen (Kohlmarkt und Altstadt) sowie die um 1000 datierte Besiedlung des östlichen Okerufers im Bereich der Altewiek (Nikolaikirche). Außerhalb des späteren Stadtgebietes wurde auf einer Anhöhe das Cyriakusstift errichtet.

### Gestaltung im 12. Jahrhundert
In der Herrschaftszeit Heinrichs des Löwen erfolgte die Stadterweiterung sowie die äußere Befestigung aller Weichbilde mit Stadtmauer, Wall und Graben. Das Gebiet des Hagens wurde mit Hilfe eingebürgerter Friesen entwässert. Der Straßenname Friesenstraße weist auf ihren Wohnort hin. In dieser Zeit wurden neue Gräben angelegt und vorhandene Flussteile verlegt, z. B. der archäologisch nachgewiesene Quellbach vom Rennelberg, der auf dem Gebiet der Neustadt verlief. Die Braunschweiger Innenstadt erhielt im 13. Jahrhundert ihre heutige Form und für Jahrhunderte durch die äußeren Okerarme ihre Begrenzung. Das Bruchgebiet südlich der Stadt blieb aus dem Befestigungsgürtel ausgeklammert und über Jahrhunderte unbesiedelt.
Die Karte zeigt den bis dahin gebauten Verteidigungsring mit den äußeren Umflutgräben, wie sie um das Jahr 1400 vermutet werden. Im innerstädtischen Bereich sind der verzweigte Verlauf der Oker sowie die künstlich angelegten Stadtgräben erkennbar:
- Der Burgmühlengraben (A) als ursprünglich linker Okerarm verlief zwischen südwestlicher Stadtmauer im Bruchgebiet bis zum Nickelnkulk vollständig innerhalb der Stadt vermutlich dem natürlichen Flussverlauf folgend.[3]
- Der Münzgraben (B) als ursprünglich östlicher Okerarm bildete die Stadtbegrenzung im Bruchgebiet und floss ab Ottilienteil bis zum Zusammentreffen mit dem Burgmühlengraben innerhalb des Stadtgebiets.
- Der Bruchgraben (C) diente als Abzweig vom westlichen Okerarm der südlichen Stadtbegrenzung und der Entwässerung im Bruchgebiet, wo noch weitere kleinere Gräben vorhanden waren.
- Stein- bzw. Wendengraben (G) zweigten vom Münzgraben ab und entwässerten das Gebiet des Hagens. Ihr Verlauf deutet auf eine künstliche Anlage hin.
- Der Mauergraben (F) begrenzte den Hagen nach Süden, während der parallel zur Friesenstraße verlaufende Graben (L) die Altewiek nach Norden abschloss.
- Der Burggraben (E) zweigte vom Burgmühlengraben ab, umschloss den Burgbezirk und grenzte ihn von dem Weichbild Sack ab. Auch er dürfte im Zuge der Burgerrichtung entstanden sein.
- Die Driebe (K) zweigte im nördlichen Stadtgebiet vom Burgmühlengraben ab und umfasste den Werder.

Als Begrenzungsgräben und frühe Verteidigungsgräben sind verzeichnet:
- Der Neustadtmühlengraben, der im Bereich Gieseler vom westlichen Okerarm abzweigt und die äußere Grenze der Weichbilder Altstadt und Neustadt darstellt. Er verläuft bis zur Neustadtmühle und zweigt als Unterwasser der Mühle noch heute in die Oker ab, während der
- Bosselgraben das vor der Neustadtmühle am Wehr überlaufende Wasser aufnahm und bis zum Zusammenfluss der Gräben beim Nickelnkulk führt.
- Nicht benannter Graben (D), abzweigend vom östlichen Okerarm und die Altewiek umschließend. Dieser Graben ist bereits im 17. Jahrhundert nicht mehr verzeichnet.
- Der Wendenmühlengraben (L), vom Münzgraben bei der Ägidienmühle abzweigend, bildete ab dem Steintor bis zum Wendentor die äußere Stadtbegrenzung.

Die innerstädtischen Gräben treffen noch heute am früheren Nickelnkulk bei der heutigen Schubertstraße nahe dem Gauß-Denkmal als offene Gräben zusammen. Am Neustadtmühlengraben ist an der Echternstraße ein eindrucksvoller Rest der Stadtmauer sichtbar, im Bereich des Bosselgrabens ist erst 2007 im Zuge von Horizontalbohrungen zwischen Inselwall und Wendenmühlengraben ein meterdicker Rest der Stadtmauer durchbohrt worden.
Separat von den äußeren Gräben sind die Umflutgräben deutlich als breit angelegte und weitestgehend geradlinige Verläufe der Oker erkennbar. Sie treffen ebenfalls im Gebiet der heutigen Bammelsburger Straße zusammen.

### Mühlen in der historischen Kernstadt
Die Namen Burg-, Neustadt- und Wendenmühlengraben weisen Mühlen innerhalb der historischen Stadt hin. In der Karte sind sechs Standorte verzeichnet, wobei die Mühlen den Weichbildern bzw. anderen selbstständigen Bezirken zugeordnet waren.
- Ägidienmühle unmittelbar westlich der Ägidienkirche am Abzweig des Wendenmühlengrabens vom Münzgraben, etwa am Standort der Neuapostolischen Kirche nahe dem Konsumverein, gemäß[5] wahrscheinlich seit dem 12. Jahrhundert vorhanden und im 18. Jahrhundert mit vier Mahlgängen ausgestattet,
- Südmühlen am Eintritt des Burgmühlengrabens durch das Südmühlentor in die befestigte Altstadt, heute etwa Friedrich-Wilhelm-Platz, ab dem 18. Jahrhundert nur noch eine Mühle mit sechs Mahlgängen,
- Dammmühle mit fünf Mahlgängen, innerhalb der Stadt, heute westliche Bebauung der Münzstraße gegenüber dem C&A-Kaufhaus
- Burgmühle unmittelbar gegenüber der Burg, heute neben dem Standort der Skulptur 2000 Jahre Christentum am Ruhfäutchenplatz, ausgestattet mit vier Mahlgängen,
- Neustadtmühle am Neustadtmühlengraben, zunächst zwei Mühlen und im 18. Jahrhundert eine Mühle mit sechs Mahlgängen, im 19. Jahrhundert in der heute noch vorhandenen Gestalt erneuert,
- Wendenmühle am Wendentor mit fünf Mahlgängen, heute Standort des Verwaltungsgerichts

Um den Wasserhaushalt und den Zufluss einer Mühle zu regulieren, ist ein zusätzlicher Mühlengraben mit entsprechenden Wehren notwendig. Für die Damm-, die Neustadt- und die Wendenmühle ist jeweils ein ausgedehnter Graben in den Karten vorhanden.

### Wasserversorgung ab dem 16. Jahrhundert
Im 16. Jahrhundert wurden Wasserkünste zur Versorgung ausgewählter Bürgerhäuser mit Trinkwasser aus der Oker errichtet, ab der Säcker Wasserkunst unter der Bauleitung von Barward Tafelmaker:
- Ägidienwasserkunst (1525) bei der Ägidienmühle
- Säcker Wasserkunst (1527) gegenüber der Burgmühle
- Neustädter Wasserkunst (1529) bei der Neustadtmühle
- Hägener Wasserkunst (1540) bei der Burgmühle
- Vordere Südkunst (1541) in der Altstadt bei der Südmühle am Bruchtor (auch Reichskunst genannt)
- Hintere Südkunst (1561) ebenfalls an der Südmühle
- Gieseler-Kunst (ab 1560) vor der Altstadt am Gieseler, fertiggestellt nach dem Tod Tafelmakers (1565).

Die Wasserkünste wurden im 19. Jahrhundert nach Verlegung zentraler Wasserleitungen aus dem Pumpwerk Bürgerpark aufgelöst.

### Schifffahrt

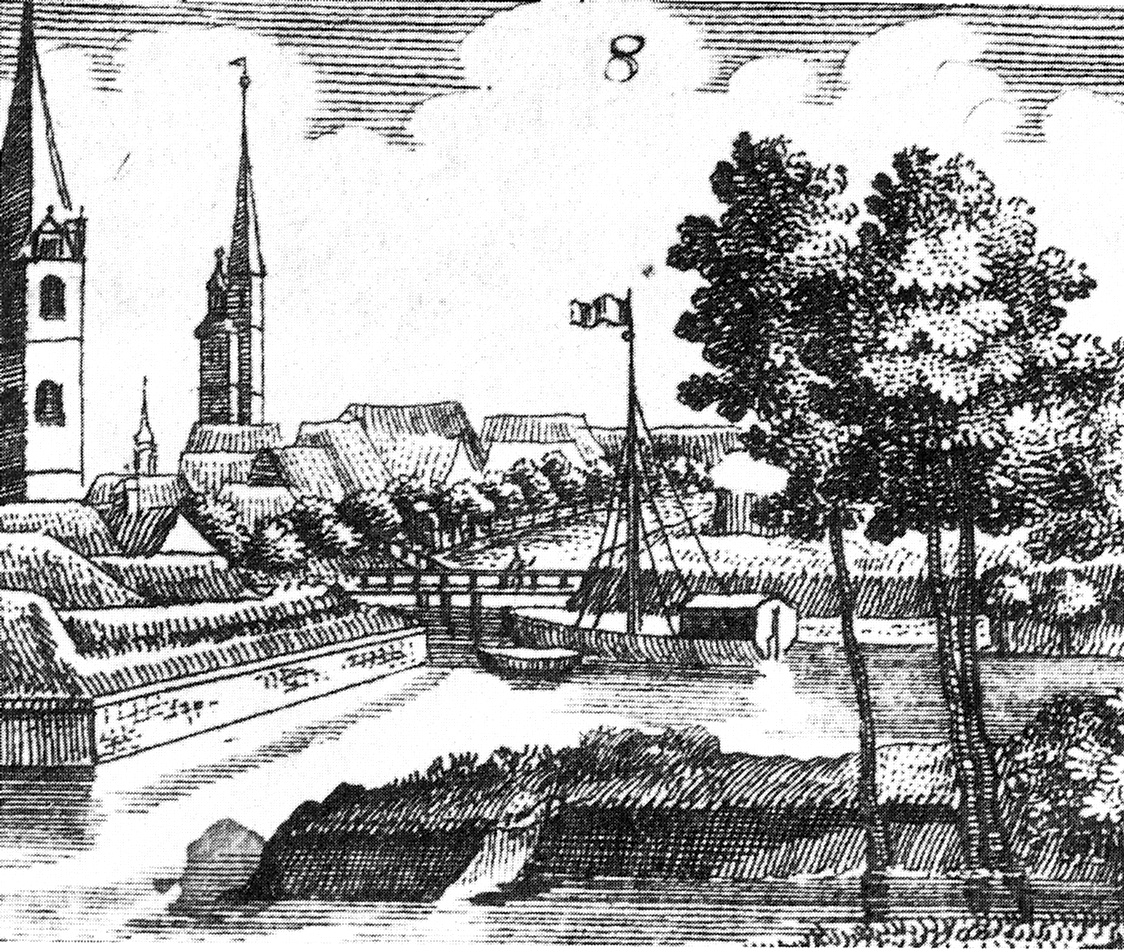
Boot auf der Oker in Braunschweig an der Bammelsburg, dem heutigen Inselwall, Kupferstich von Anton August Beck, 1716

Schon für die frühe Besiedlungszeit werden Häfen für den überörtlichen Frachtverkehr vermutet, wobei man sich einfache Anlegestellen für Kähne vorzustellen hat, siehe auch Okerschifffahrt. Die Mühlen im Stadtgebiet machten eine durchgängige Befahrung der Oker äußerst schwierig, so dass zwei Standorte für den Verkehr angenommen werden: Ein Hafen im südlichen Gebiet wird beim Zusammenfluss von Bruch- und Münzgraben vermutet. Dort ist die Existenz einer Nikolaikirche überliefert, deren Namensgeber der Schutzpatron der Seefahrer ist. Eine Anlegestelle im nördlichen Gebiet ist bisher nicht nachgewiesen, wird aber im Bereich Großer Hof beim ehemaligen Nickelnkulk vermutet. Ein weiterer Anlegepunkt war im Hägener Stadtgebiet beim Werder vorhanden, jedoch möglicherweise nur für den innerstädtischen Verkehr relevant.

### Fernhandelswege und Stadttore

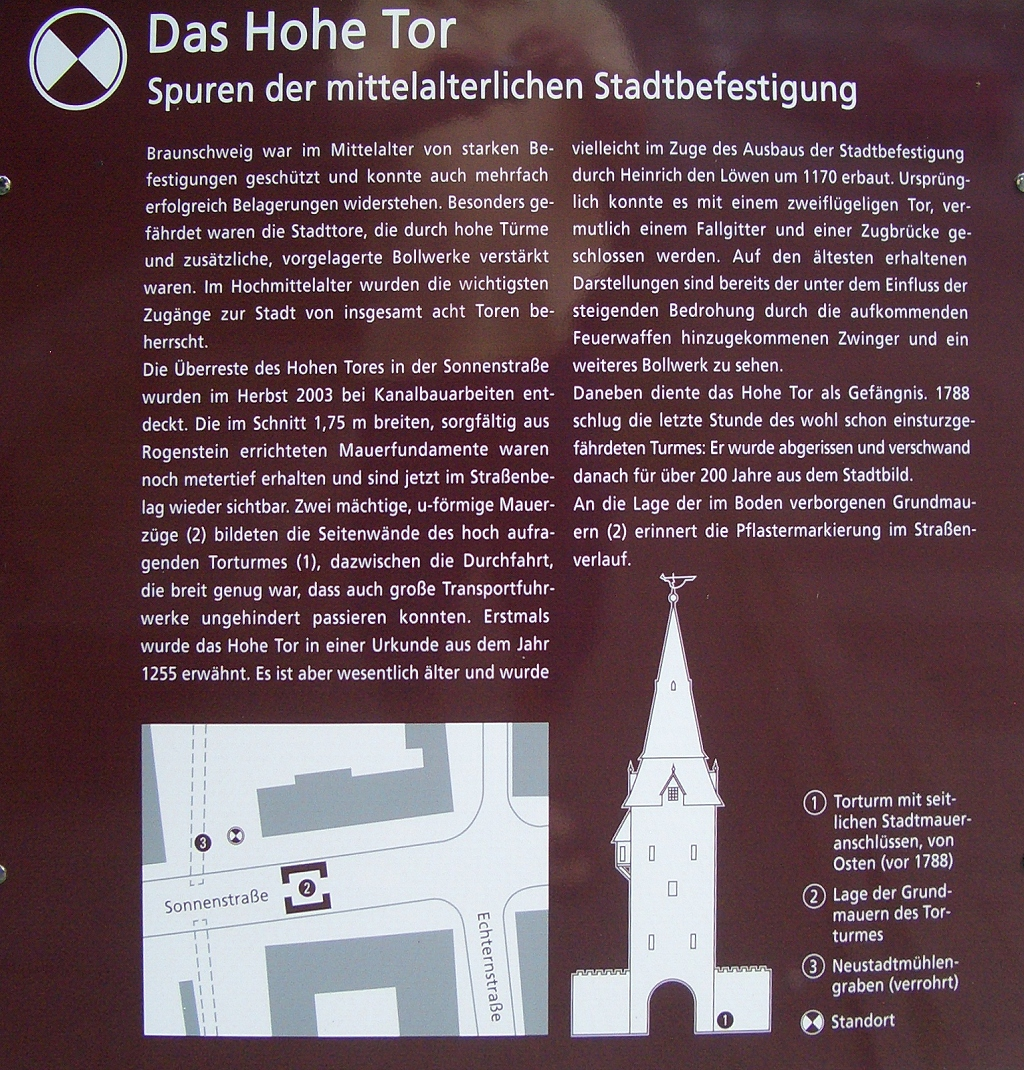
Informationstafel über den Standort des Hohen Tors in der Sonnenstraße, wo die Umrisse in das Straßenpflaster eingelassen sind

Braunschweig lag an mehreren wichtigen Fernhandelswegen. Im ausgehenden Mittelalter waren die Okerumflut und die südlichen Okerverläufe die äußere Grenze der Gesamtstadt und die Handelswege querten die Okerumlut an den Stadttoren:
- Das Ägidientor, später Auguststor genannt, im Bereich des heutigen John-F.-Kennedy-Platzes, durch das die Straße nach Wolfenbüttel und Leipzig rechts der Oker führte.
- Das Magnitor bei der heutigen Straße gleichen Namens, dieses Tor wurde jedoch später geschlossen, der Verkehr Richtung Magdeburg führte dann nur noch durch
- das Steintor, dessen Standort bei der Georg-Eckert-Straße angenommen werden kann. Die heute noch vorhandenen Zollhäuser an der Helmstedter Straße sind aus der Zeit der Bastionärbefestigung.
- Das Fallersleber Tor am Standort der Fallersleber Straße und des gleichnamigen Torwalls für die Straße Richtung Osten, später Berliner Straße.
- Das Wendentor an der Kreuzung der gleichnamigen Straße und des Torwalls am Gaußberg für die Straße Richtung Hamburg, also rechts der Oker.
- Das Neustadttor bei der Neustadtmühle, der Weg führte in die Masch, das Tor wurde später geschlossen.
- Das Petritor beim heutigen Petritorwall und der gleichnamigen Straße. Die Bezeichnung „Am Neuen Petritor“ und „Am Alten Petritor“ deuten darauf hin, dass der Tordurchgang verlegt worden ist. Hier entlang führte die Straße über Celle nach Bremen, also links der Oker.
- „Das Hohe Tor“ mit der Straßenverbindung unmittelbar zum Altstadtmarkt lässt auf eine sehr alte und herrschaftliche Nutzung schließen. Der Grundriss des historischen Stadttors ist in der Sonnenstraße eingelassen. Die auswärtige Straße führte nach Hildesheim, verzweigte aber auch nach Süden.
- Das Michaelistor bei der Brücke am heutigen Prinzenweg über den Neustadtmühlengraben mit der Ausfallstraße nach Goslar, also Richtung Süden links der Oker. Dieses Tor wurde durch das spätere Wilhelmitor ersetzt.

Neben der Ost-West-Verbindung gab es verschiedene Nord-Süd-Verbindungen, für die in Braunschweig die Möglichkeit der Okerüberquerung und die Wahl des weiteren Weges rechts oder links der Oker bestand. Die Richtungsangaben beziehen sich auf den Blick in Fließrichtung.

Im Bruchgebiet gab es drei Tore, die keine überörtliche Bedeutung hatten:
- Das Südmühlentor mit einer Brückenverbindung zwischen der Südstraße zum Bruchgebiet, der späteren Wallstraße.
- Das Bruchtor im Bereich der Langen Brücke, das eine Straßenverbindung zwischen dem Kattreppeln und dem später als Leopoldstraße betitelten Weg bot.
- Das Wassertor beim Eintritt des Münzgrabens in das Stadtgebiet, heute beim Beginn des Bruchtorwalls am Lessingplatz. Dieses Tor stellte erst später eine Brücke zum Bruchgebiet dar und diente vorher vermutlich als Wachturm.

## Okerverlauf im Innenstadtbereich

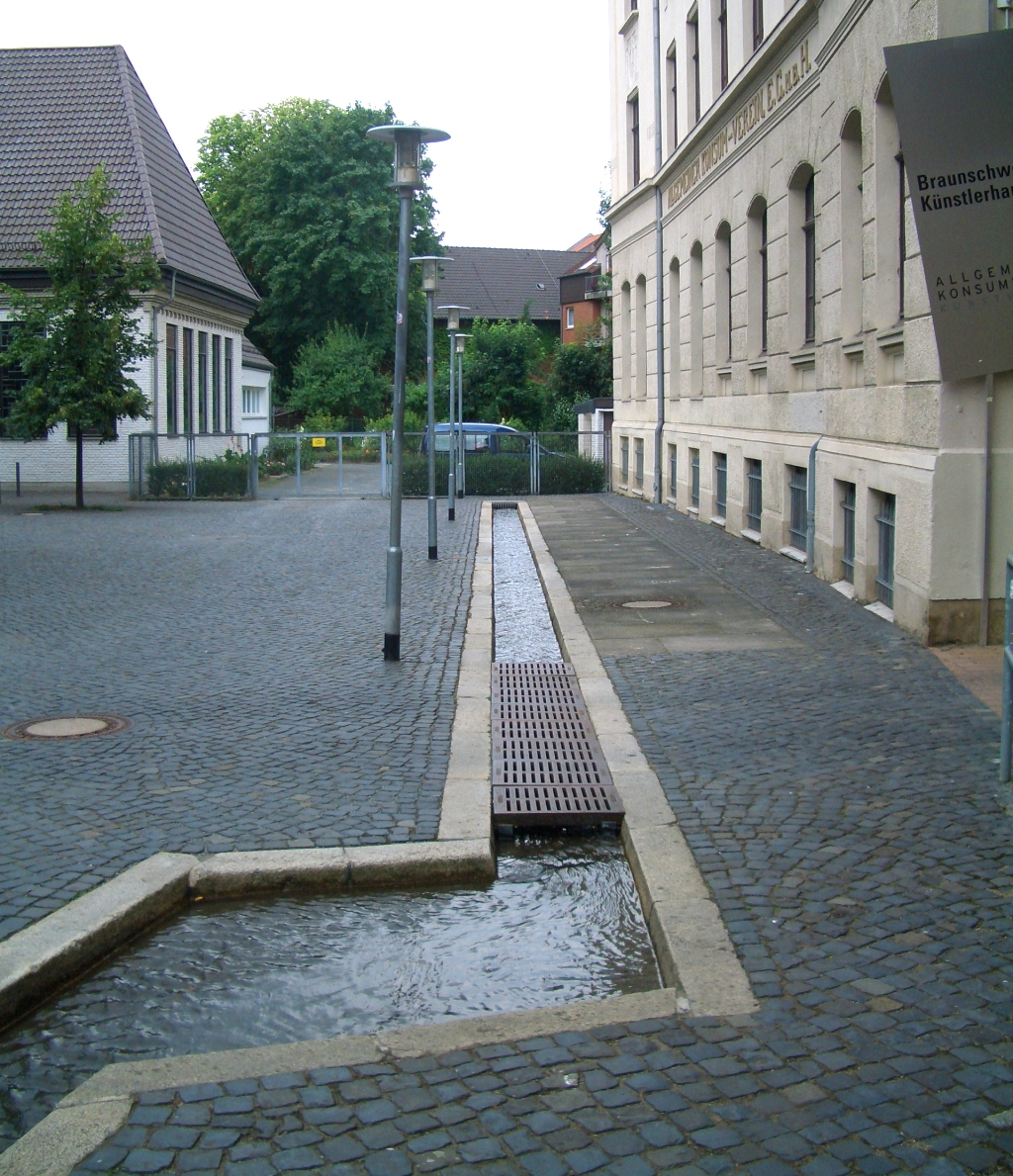
Durch einen Kanal dargestellter Verlauf des Wendenmühlengrabens im Bereich Ottilienteil, Blickrichtung Süden, links etwa der Standort der früheren Ägidienmühle

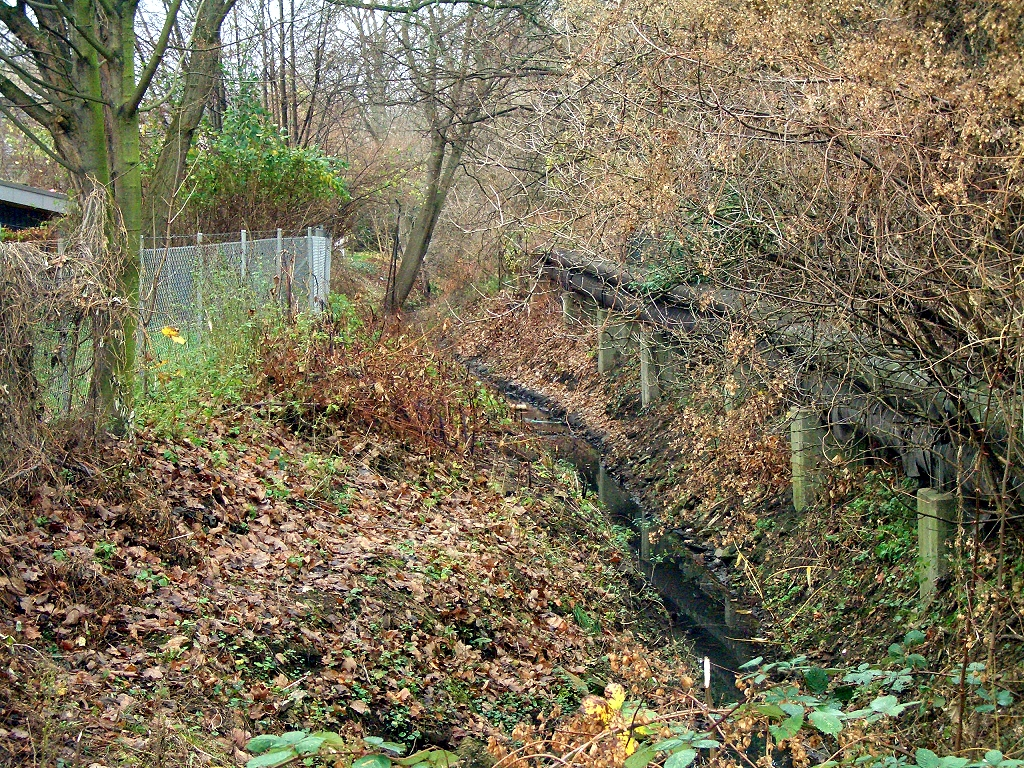
Reste des offenen Wendenmühlengrabens hinter der Neuen Knochenhauerstraße (2009)

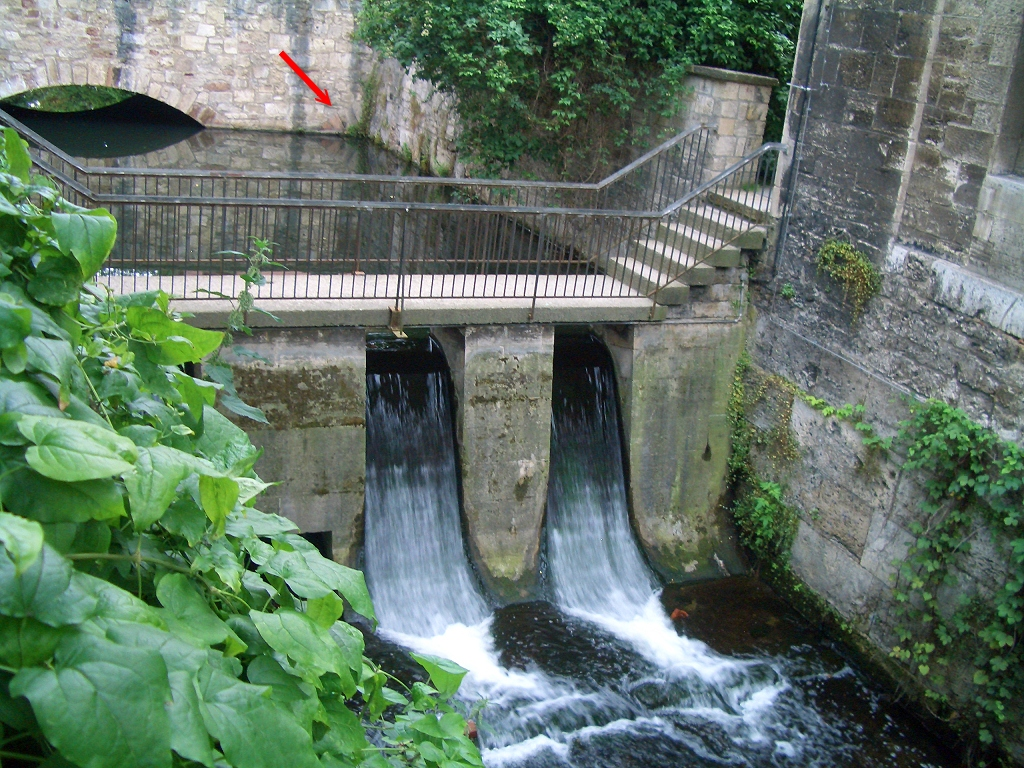
Wehrsituation an der Neustadtmühle, im Oberwasser Neustadtmühlengraben ist die zweibogige Brücke erkennbar. Das Unterwasser ist der Bosselgraben.

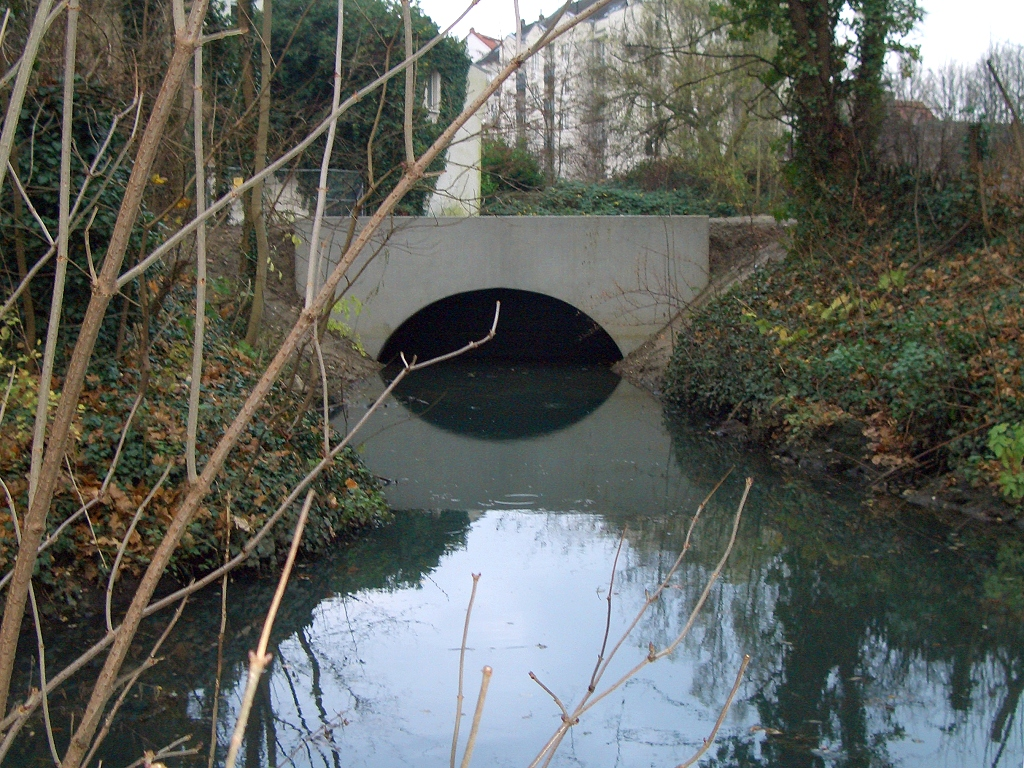
Ende des Burgmühlengrabens am Geiershagen, der Graben wird seit 2009 unterirdisch zum Pumpwerk Inselwall abgeleitet

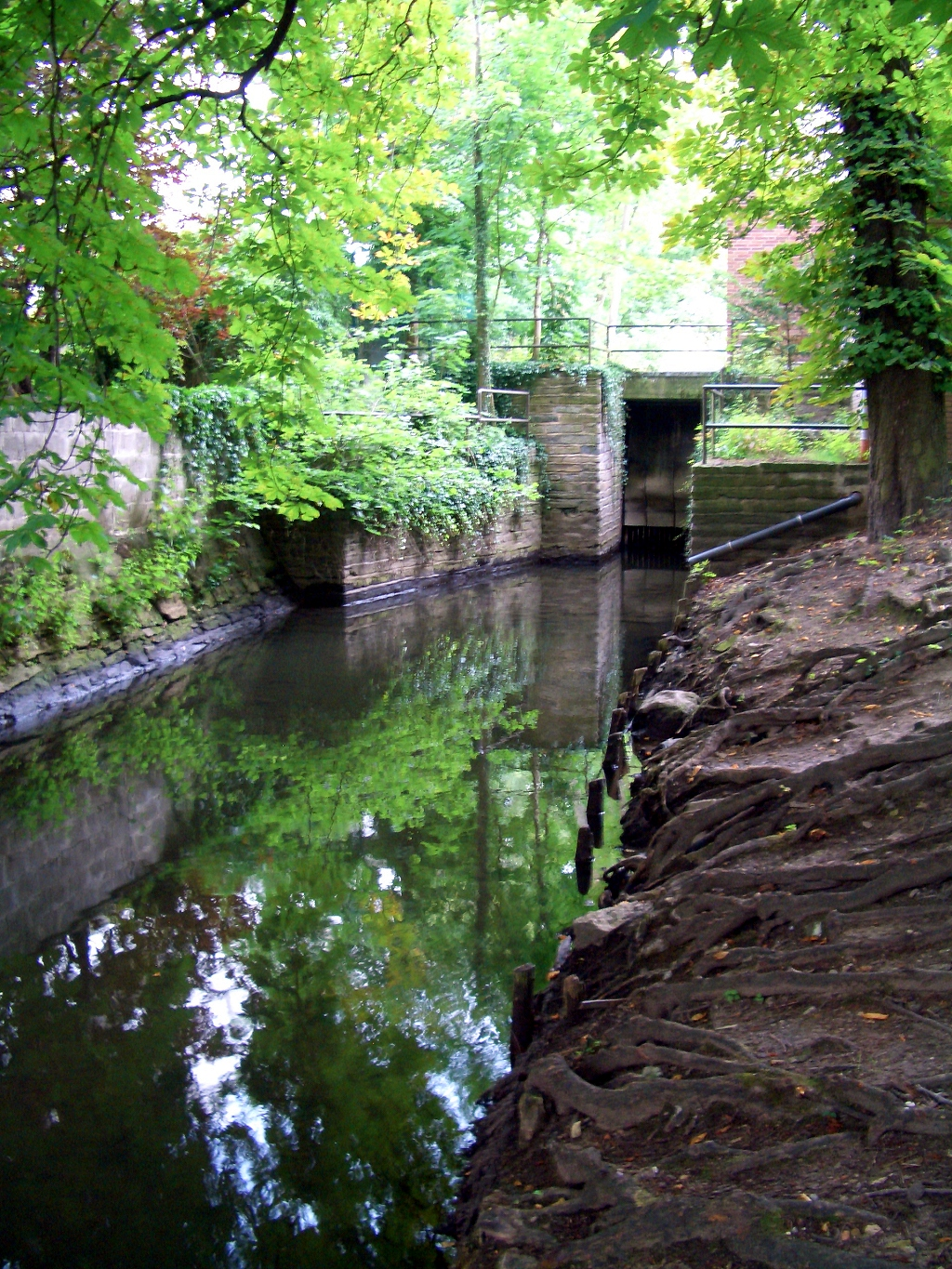
Abfluss des Pumpwerks Inselwall in den Burgmühlengraben

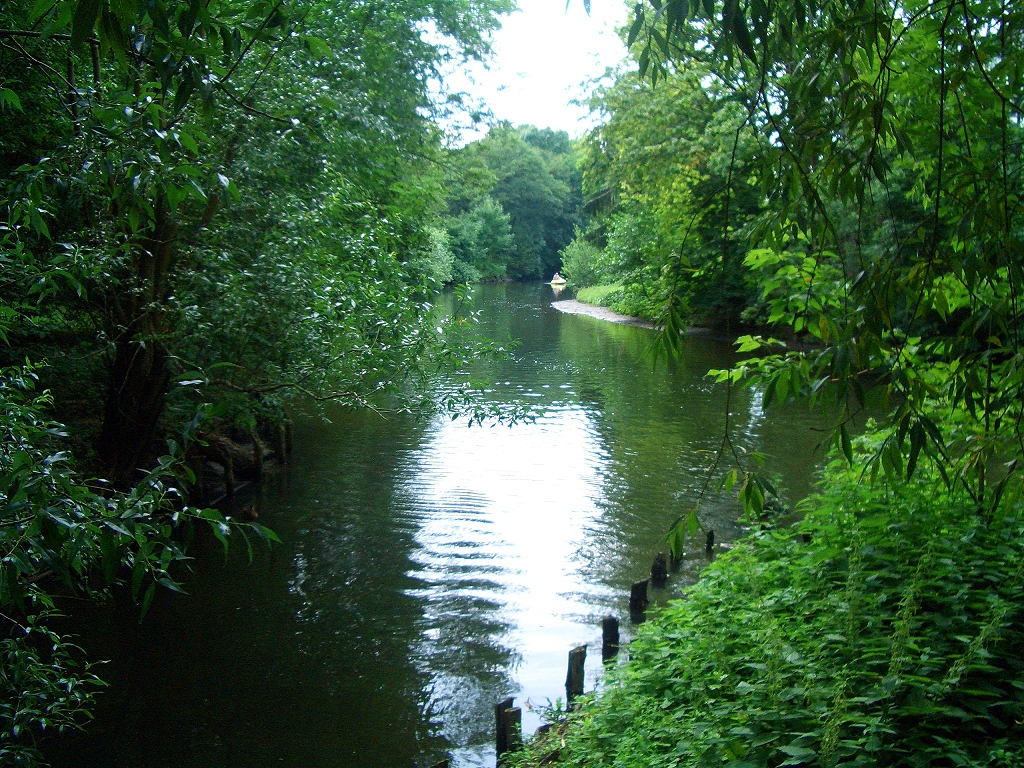
Mündung des Burgmühlengrabens (vorn) in die östliche Okerumflut bei der Gaußbrücke Bammelsburger Straße, Fließrichtung vom Betrachter weg

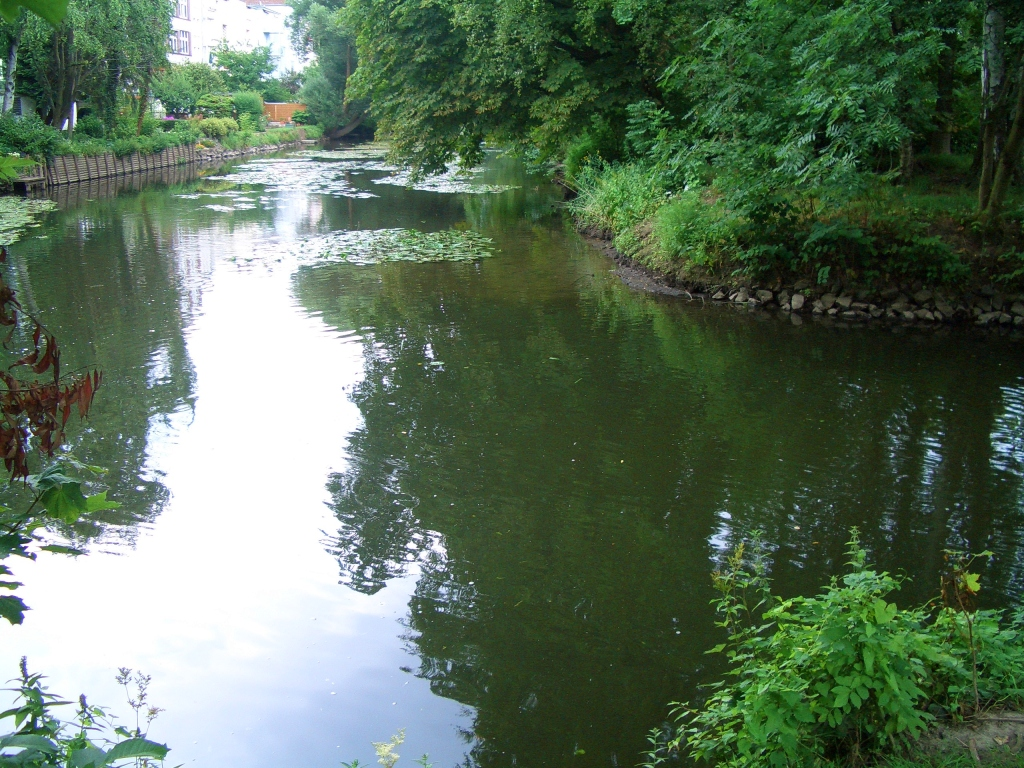
Mündung des Neustadtmühlengrabens (rechts) in die östliche Umflut am Inselwallpark

### Überbauung der Oker ab dem 19.Jahrhundert

#### Hygienische Missstände
Das Erscheinungsbild der Innenstadt bis zum Ende des 19. Jahrhunderts war durch die Okerarme und eine Vielzahl von Brücken geprägt. Insbesondere die Lange Brücke im Bereich Hinter Liebfrauen und Kattreppeln sowie der Okerverlauf am Ruhfäutchenplatz sind in alten Ansichten als idyllische Standorte überliefert. Tatsächlich wurde das gesamte Abwasser der Innenstadt über die Okerarme abgeführt, was zu Geruchs- und hygienischen Problemen führte. Im 19. Jahrhundert wurde vom Braunschweiger Magistrat die Verfüllung und Verrohrung der Okerarme beschlossen und für das gesamte Innenstadtgebiet ab 1871 unter Leitung von Louis Mitgau bis 1905 durchgeführt. Gleichzeitig begann die Planung eines neu strukturierten Stadtzentrums rund um die Burg. Das Rathaus sowie die Verwaltungsgebäude der Staatsregierung (Dankwardstraße, Ruhfäutchenplatz), Gerichts- und Polizeigebäude wurden errichtet und neue Straßen wie die Münzstraße und die Casparistraße nach der Kanalisierung des Burgmühlengrabens geschaffen.
Die Okerarme erhielten weitestgehend ihre noch heute bestehende Gestalt.

#### Burgmühlengraben
Er wurde vollständig in einen überwiegend rechteckigen unterirdischen etwa 1,80 m hohen Kanal verlegt. Er beginnt unter dem Bruchtorwall beim Hauptgebäude der Landessparkasse, wo sein Anfang als Mundloch unter günstigen Bedingungen zu sehen ist. Er folgt der Friedrich-Wilhelm-Straße und passiert die ehemalige Hauptpost an ihrer Westseite. Ab dort unterquert er das überbaute Gelände bis zum Beginn der Burgpassage, wo er im Bereich Hutfiltern über Schächte zugänglich ist. Im südlichen Bereich des Landgerichtgebäudes trifft er auf den ebenfalls kanalisierten Münzgraben.

An der Ende des 19. Jahrhunderts neu errichteten Burg Dankwarderode wurde nahe dem ursprünglichen Verlauf eine flussartige Vertiefung hergestellt, die dem heutigen Betrachter eine Vorstellung des früheren Verlaufs gibt. Im Weiteren wird er unter den Häusern an der Westseite der Casparistraße entlanggeführt. Am Durchgang zwischen Stecherstraße und Hagenbrücke ist unter dem Straßenpflaster die ehemalige Hagenbrücke noch vorhanden. Zwischen Hagenbrücke und Kaiserstraße ist der Verlauf in der Stadtkarte von 1938 namentlich eingetragen, heute Litolffweg entlang der früheren Markthalle und Großer Hof. Vom Bunker Kaiserstraße aus kreuzt der Kanal die Straße Geiershagen. Sein Austritt im Bereich Schubertstraße ist seit 2009 lediglich ein Artefakt, da der Kanal vorher unterirdisch abgezweigt und einem Pumpwerk am Inselwall zugeleitet wird. Das funktionslose Mundloch wurde aber aus Gründen des Denkmalschutzes wieder errichtet, um den Gesamteindruck der Anlage nicht zu verändern.

In wird beschrieben, dass sich ein historischer Zugang vom Kohlmarkt zum früheren offenen Graben auch heute noch erahnen lässt, der als Amestieg überliefert ist.

#### Münzgraben
Sein Beginn ist noch heute am Stadtbad Bürgerpark als vergittertes Betonrohr sichtbar. Im Weiteren verläuft er östlich der Leopoldstraße und westlich des Lessingplatzes. An der Garnison-Schule und auf dem Schulhof der Lessing-Schule ist der ehemalige Verlauf des offenen Grabens als Geländekante deutlich erkennbar. Das ehemalige Große Waisenhaus BMV lässt er rechts liegen und folgt der nach ihm benannten Münzstraße, wo er auf Höhe des Landgerichts den Burgmühlengraben-Kanal trifft.

#### Neustadtmühlengraben
Er zweigt am Gieseler vom westlichen Umflutgraben ab, wo er nach 1945 auf etwa 100 Metern Länge überbaut wurde. Dort überspannte ihn früher im Bereich der Güldenstraße eine Brücke. Er beginnt heute unmittelbar unter dem Rest der historischen Stadtmauer am Gieseler. Ein weiteres Stück Geschichte ist hinter dem Haus Echternstraße 16 (Stobwasserhaus) vorhanden, wo ein alter Wehrgang vom Hinterhof bis zum Graben unter der historischen Stadtbefestigung hindurch führt.

An der Brücke am Prinzenweg ist die Stadttorsituation des Michaelistors durch die schmale Bebauung noch heute gut nachvollziehbar. Im weiteren Verlauf wurde der Graben im Gebiet Sonnenstraße und des Petritors streckenweise verdeckt.

An der Güldenstraße ist die Kletterwand des MTV Braunschweig direkt über dem Graben errichtet. Frühere Brücken wurden entfernt bzw. wie am Alten Petritor überbaut. Die zweibogige Brücke am Neuen Petritor (heute eher Radeklint) ist noch komplett erhalten, jedoch halbseitig überbaut. An der anderen Halbseite ist ihre historische Gestalt und insbesondere die Biegung der Straßenführung gut erkennbar. Im Bereich Neuer Weg überqueren kleinere Fußgängerbrücken den offenen, durchgrünten und mit Naturstein-Mauerwerk verstärkten Graben. An der Neustadtmühle ist die vorhandene Brücke zum Inselwall ebenfalls noch als zweibogige Brücke erkennbar. Der zweite Bogen ist teilweise verdeckt. Dieser Graben sowie der anschließende Bosselgraben sind die einzigen Stadtgräben, die nahezu komplett als offene Gräben erhalten geblieben sind.

#### Bosselgraben
Der Bosselgraben ist von der Grabenführung her die Fortsetzung des Neustadtmühlengrabens zwischen der Neustadtmühle und dem Gaußberg. Sein Uferbereich ist vollkommen durchgrünt. Reste historischer Mauern sowie eine historische Brücke sind noch vorhanden. Zum Gaußberg hin wird das rechte Ufer von der Johannes-Selenka-Schule (Berufsbildende Schule) bestimmt, bevor der Graben mit den anderen Innenstadtgräben zusammentrifft.

#### Wendenmühlengraben
Er ist nur noch teilweise im Bereich der Neuen Knochenhauerstraße sichtbar und ansonsten verrohrt. Am Konsumverein (siehe Ottilienteil) ist ein Gerinne in Anlehnung an den ehemaligen Grabenverlauf vorhanden. Der weitere Verlauf hinter dem ehemaligen Schloss entlang der Mauernstraße ist nicht mehr erkennbar.

#### Wendengraben
Der Wendengraben wurde bereits 1826 kanalisiert. Er verlief inmitten der Straße ähnlich einer Gracht mit beidseitigen Wegen und 17 Brücken, wodurch die schon vor der Zerstörung der Innenstadt auffällige Breite der Wilhelmstraße begründet war. Im Zuge der Neuorganisation der Innenstadtentwässerung ab 2007 (s. u.) wird der Wendengraben ab etwa der Kreuzung Wilhelmstraße/Wendenstraße durch eine neue Rohrleitung zum ehemaligen Nickelnkulk geführt, wo er gemeinsam mit dem Burgmühlengraben zu einem neuen Pumpwerk geleitet wird.

### Heutige Bedeutung der Stadtgräben

#### Stadtentwässerung
Die gesamte Oberflächenentwässerung der Innenstadt erfolgt auch heute noch über die alten Okerarme und Innenstadt-Kanäle, die von der Stadtentwässerung Braunschweig überwacht und gewartet werden. Daneben dienen sie teilweise der Mischwasserentlastung, indem sie aus dem in der Innenstadt noch überwiegend vorhandenen Mischwasserkanalnetz das bei Starkregenereignissen überschüssige Mischwasser aufnehmen. Bei Starkregenereignissen führte dies regelmäßig zu Belastungen der Okergräben mit Mischwasser und damit auch mit Fäkalien. Um dies zu vermeiden, sollte der Burgmühlengraben, in den auch der Wendengraben mündet, nicht weiter als offenes Gewässer bis zum Inselwall geführt werden. In den Jahren 2007/08 wurde daher am Standort des vorhandenen Schmutzwasserpumpwerks Inselwall beim Gauß-Denkmal ein weiteres Pumpwerk in zehn Meter Tiefe eingebracht, zu dem das Wasser aus Burgmühlen- und Wendengraben über neue gebohrte Kanalleitungen geführt wird. Das Pumpwerk ist mit einer mechanischen Reinigung des anfallenden Abwassers ausgerüstet, die die Fäkalienreste zum Pumpwerk Bammelsburger Straße und damit in die Schmutzwasserkanalisation befördert. Das verbleibende Wasser wird in den Burgmühlengraben am Inselwall und letztlich in den östlichen Umflutgraben gefördert. Burgmühlen- und Wendengraben fungieren also weiterhin auch als Mischwasserentlastungskanäle.
In Höhe des Gaußdenkmals fließen seitdem nur noch Bosselgraben und Wendenmühlengraben zusammen über den verbleibenden Rest des Burgmühlengrabens entlang des Pumpwerks ab. Der ehemalige Austritt des Burgmühlengrabens ist heute vermauert und dient nur noch ästhetischen Zwecken, siehe oben.

#### Naherholung
Im Gebiet des Inselwallparks mündet der Burgmühlengraben in die östliche Umflut, die kurz darauf auch noch den Neustadtmühlengraben aufnimmt. Weiter flussabwärts auf Höhe der Pestalozzistraße treffen der westliche und östliche Umflutgraben zusammen. Dieses Revier ist ein beliebter Erholungsort im Innenstadtbereich und bietet einen Eindruck von der früheren Gliederung des Okerverlaufs.
Für die Nutzung insbesondere des Neustadtmühlengrabens für pädagogische und Freizeiterlebnisse gibt es verschiedene Konzepte. Problematisch ist die starke Belastung der Okersedimente mit Schwermetallen wie Cadmium, Kupfer und Zink. Bei der Bewertung des Bosselgrabens als mögliche Kanustrecke für Kinder wurde das Sediment 2008 untersucht und als Gefährlicher Abfall eingestuft. Die Werte für Arsen lagen bei 380 mg/kg untersuchter Trockenmasse, der Prüfwert gemäß Bundes-Bodenschutzgesetz ist für Freizeitanlagen 125 mg/kg. Insbesondere für kleinere Kinder können Gesundheitsschäden bei direktem Hautkontakt oder durch Verschlucken nicht ausgeschlossen werden. Eine Beseitigung dieser kontaminierten Schlämme ist äußerst aufwändig und verhindert eine systematische Nutzung.

## Gestaltung der Okerumflut

### Entwicklung bis zum 17.Jahrhundert

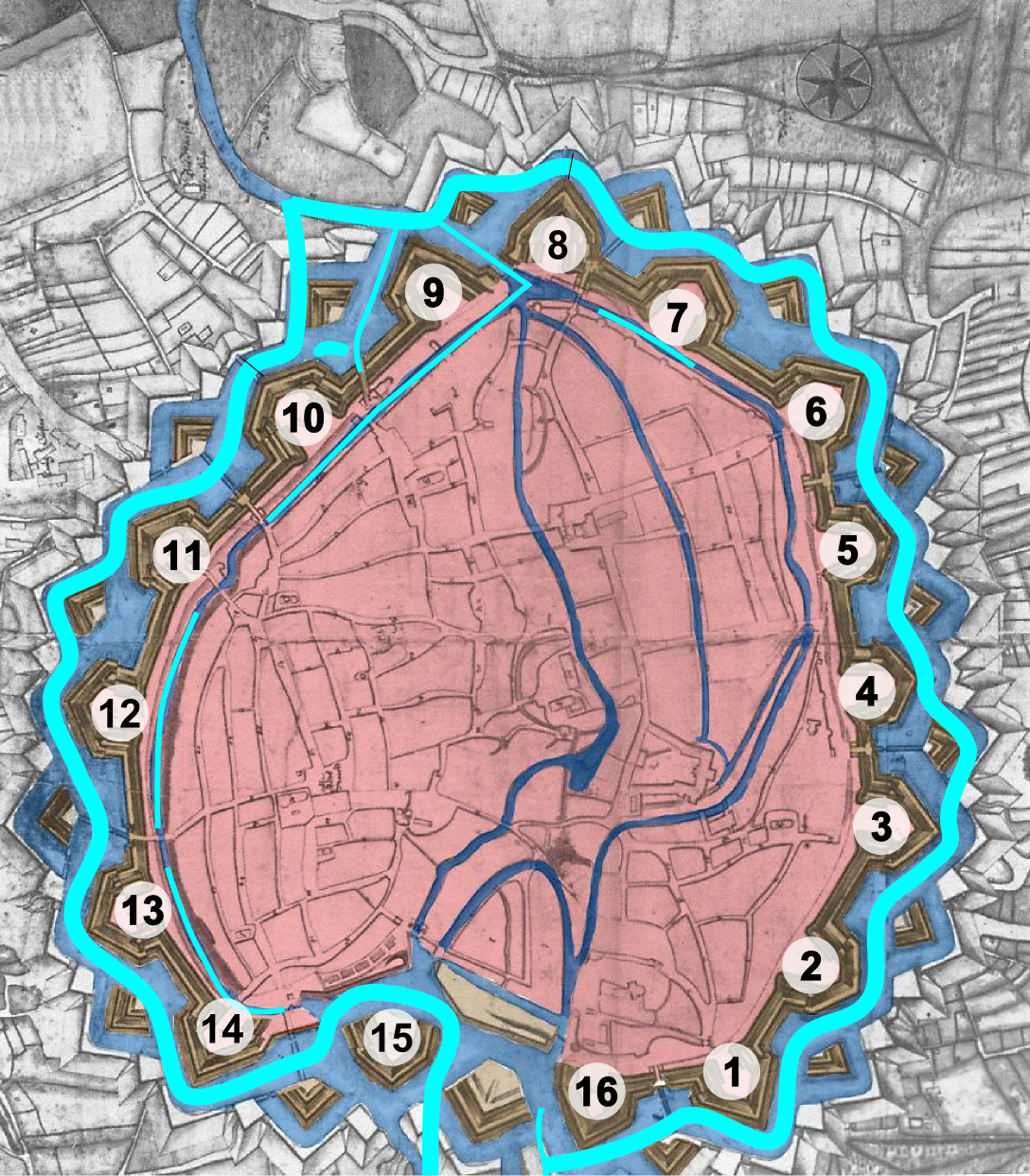
Umgestaltung der äußeren Umflutgräben im Zuge des Festungsbaus, Darstellung von 1765 mit Kennzeichnung der Bastionen (siehe Artikel) und dem aktuellen Gewässerverlauf

Die äußeren Umflutgräben verlaufen in den historischen Ansichten verhältnismäßig geradlinig. Im Laufe der Jahrhunderte wurden die Gräben und Verteidigungswälle Zug um Zug umgestaltet. Das Stadtmodell im Altstadtrathaus zeigt den Zustand um 1671. Die äußere Wallanlage ist stark befestigt und um Bastionen verstärkt worden, so dass sich ein mehreckiger Stadtgrundriss mit den Umflutgräben als Kanten ergibt.

### Befestigungsanlage im 17.Jahrhundert
Nach Übernahme der bürgerlichen Stadt durch Herzog Rudolf August 1671 erfolgte ab 1692 der Ausbau des äußeren Verteidigungsrings zu einer Bastionärbefestigung. Die Wallanlagen wurden zu 16 Bastionen umgeformt, zwischen denen von Wasser umgeben so genannte Ravelins vorgelagert waren. Die dreieckige Grundform beider Bollwerksarten gab bis heute den Umflutgräben ihre Zick-Zack-Form, da sie nach der Schleifung von Bastionen und Ravelins diese weiterhin umflossen und lediglich einige Abschnitte verfüllt wurden.

Die Bastionen erhielten örtliche Namen, sowie Vornamen, die in der herzöglichen Familie üblich waren und werden von Süden gegen den Uhrzeigersinn gemeinsam mit den noch erkennbaren Ravelins aufgezählt:
1. „Ägidien“ oder „Christine“ – heute Reste des Windmühlenberges.
2. „Wilhelm“ – Löwenwall, als stark abfallender Hang zur Oker hin erkennbar.
3. „Magni“ – Steintorwall, Dreieck auf Höhe des ehemaligen Kulturzentrums Brücke,
  - vorgelagert mittig zur nächsten Bastion ein Ravelin, dessen dreieckige Gestalt im Museumpark unmittelbar beim Herzog-Anton-Ulrich-Museum zu sehen ist.
4. „Ulrich“ – im Museumpark nahe dem Staatstheater als Hügel erkennbar. Die Höhe der östlichen Befestigungsanlagen ist dem gegenüberliegenden Giersberg geschuldet.
5. „Anton“ – Theaterpark, deutlich als Dreieck wahrnehmbar und heute mit über 83 Metern ü. NN der höchste Punkt innerhalb der Umflutgräben.
6. „Fallersleber“ – gegenüber dem Botanischen Garten bei der AOK,
  - vorgelagert zur nächsten ein Ravelin, das östlich der Okerbrücke Pockelsstraße im Dreiecksverlauf der Oker erkennbar ist.
7. „August“ – Wendentorwall, heute wegen des geradlinigen Okerverlaufs kaum wahrnehmbar.
8. „Rudolf“, mit dem damals bereits existierenden Wendenwehr das erste Bollwerk – heute der Gaußberg, zwischenzeitlich als Anatomieberg bezeichnet.
9. „Ludwig“ – Löbbeckes Garten, der Bereich mit dem Springbrunnen,
  - vorgelagert ein Ravelin, das heute Löbbeckes Insel ist.
10. „Kaiser“ – am Inselwall bei der Wehrstraße unmittelbar am Petriwehr, das bereits damals existierte.
11. „Elisabeth“ – Höhe Radeklint/Petritor; die Heerstraße nach Celle führte zwischen Nr. 10 und 11 über ein Ravelin als Neues Petritor,
  - vorgelagert zur nächsten Bastion ein Ravelin, das heute hinter dem Krankenhaus Holwedestraße den Okerverlauf bestimmt.
12. „Carl“ – Hohetorwall/Petritorwall nördlich der Sidonienbrücke,
  - vorgelagert ein Ravelin, über das die Straße des Hohetors führte, das heute kaum wahrnehmbar ist.
13. „Ferdinand“ – südlich der Brücke Am Hohen Tor/Madamenweg bei der Pawelstraße und nicht, wie man vermuten könnte, bei der Ferdinandstraße.
14. „Eugenius“ – südlich der Brücke Ferdinandstraße, auf dem ehemaligen Grundstück der Villa Buchler, Petritorwall 25, (auch als Buchler Garten bezeichnet) ist ein deutlicher Okerknick vorhanden,
  - der Ravelin zur nächsten Bastion ist in Darstellungen von 1826, also nach Beginn der Schleifung, noch deutlich erkennbar, heute der Bereich der Haltestelle Europaplatz beim Artmax.
15. „Detachiert“ – eine Bastion beim Kalenwall, die wie ein Ravelin vollständig von der Oker und dem abzweigenden Neustadtmühlengraben umflossen war, später Standort des früheren Hauptbahnhofs, heute der Landessparkasse. Zwischen dieser und der nächsten Bastion war im Bruchgebiet die Wallanlage im Bereich der Wallstraße breiter ausgeführt worden.
16. „Luise“ – Aussichtshügel in Hollandtsgarten (Salve Hospes und Freigelände des Stadtbads Bürgerpark).

Der grobe Verlauf der Umflutgräben wurde wegen der umliegenden Anhöhen Giersberg und Rennelberg nicht verändert, so dass die herzförmige Struktur des Stadtkerns erhalten blieb. Die mittelalterlichen Flussverläufe im inneren Bereich der Stadt wurden durch die neue Befestigung nicht verändert, jedoch ist das Bruchgebiet mit seinen verzweigten Flussarmen vollständig in die Befestigung einbezogen worden.

### Gestaltung der Wallanlagen im 19.Jahrhundert

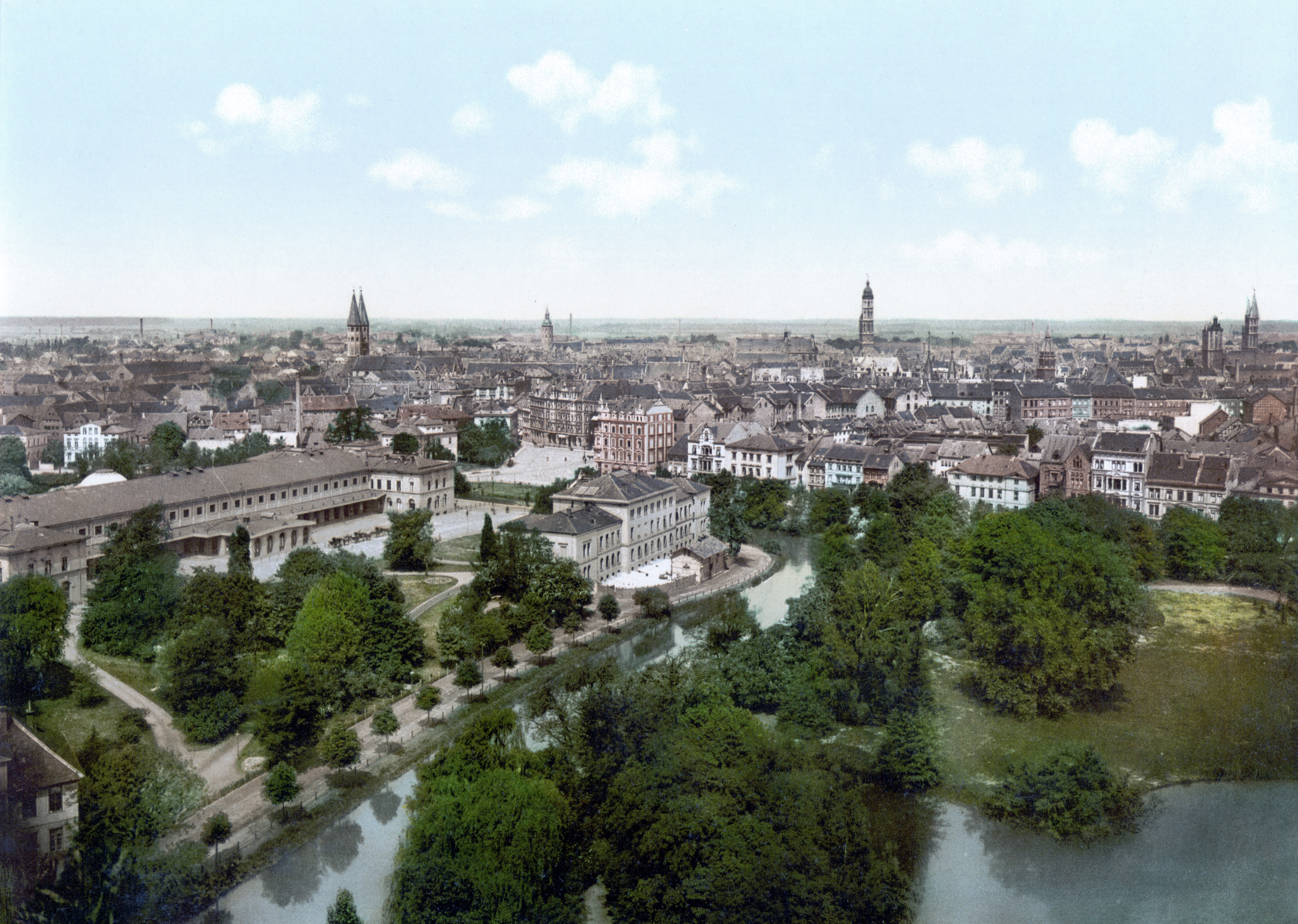
Das Bruchgebiet um 1890 mit Hauptbahnhof und Friedrich-Wilhelm-Platz

Der militärische Wert der Festungsanlage war schon bei Fertigstellung nichtig, so dass ab 1803 ein Wall-Demolierungs-Kommission eingesetzt und unter Federführung von Peter Joseph Krahe mit der Schleifung begonnen wurde. Der Umbau der Wälle Anfang des 19. Jahrhunderts zu Promenaden gab den Wallanlagen ihre parkartige Gestalt, zwischen denen die Umflutgräben tief eingeschnitten mäandrieren. Der für die Innenstadt typische Kartengrundriss entstand. Durch diese Promenaden und die gleichzeitige Stadterweiterung außerhalb der Umflut wurde die mittelalterliche Stadtbegrenzung endgültig aufgehoben.

### Umgestaltung im 20.Jahrhundert

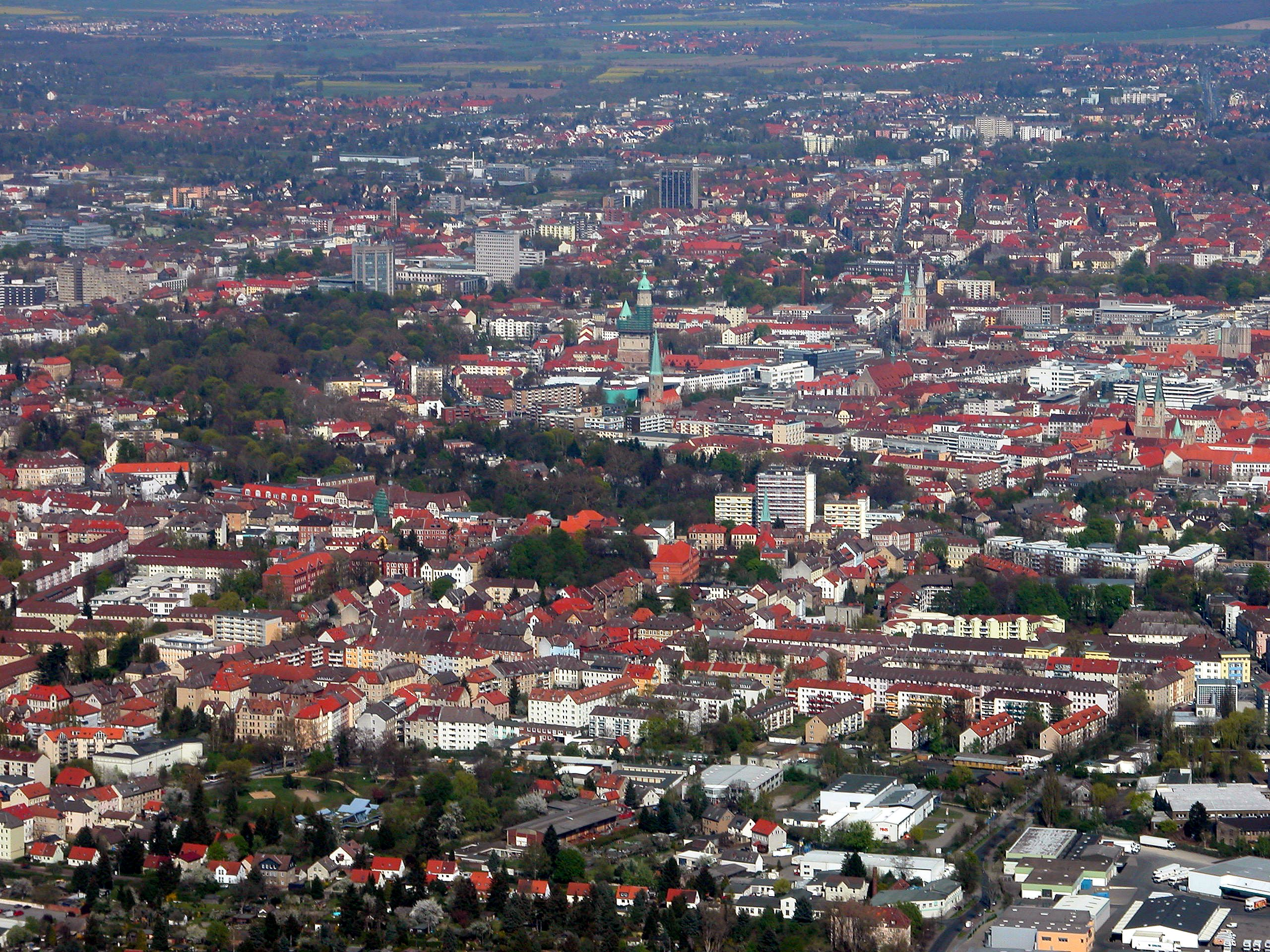
Luftbild Braunschweigs vom Westen her, mit Hauptblick auf die Innenstadt. Der Verlauf der Okerumflut ist überwiegend durch dichten Baumbestand erkennbar.

Eine wesentliche Veränderung der Wallanlagen erfolgte ab 1950 im Rahmen des Wiederaufbaus der Innenstadt und durch den Neubau des Hauptbahnhofs bis 1960. Die Bereiche Petritor/Radeklint sowie Löwenwall/Windmühlenberg wurden vollständig umgestaltet, alte Querungen beseitigt und neue breite Brücken gebaut. Der teilweise verwinkelte Charakter der noch aus den Bastionärszeiten stammenden Straßenführungen wurde in diesen Gebieten zerstört und durch eine verkehrsgerechte Gestaltung ersetzt. Im Bereich Am Hohen Tore ist dagegen die frühere Struktur noch deutlich erkennbar.

## Nutzung der Okerumflut

### Wasserwirtschaft

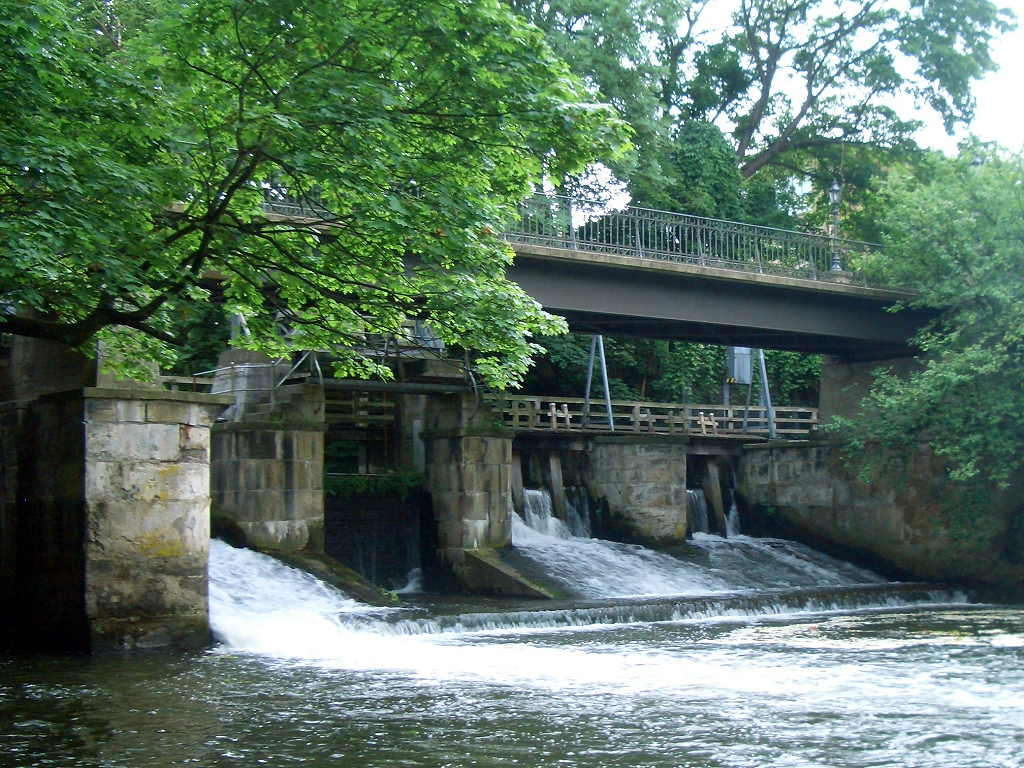
Petriwehr von der Unterwasserseite aus (2011 vor dem Umbau)

Der Wasserstand der Oker wird oberhalb der Stadt am Eisenbütteler Wehr und unterhalb am Ölper Wehr reguliert.
Dazwischen liegen die beiden Regulierungswehre der Umflutgräben sowie die historische Aufstauung des Neustadtmühlengrabens bei der Neustadtmühle. Das Regulierungswehr des westlichen Umflutgrabens ist das Petriwehr (Maschwehr), das des östlichen Umflutgrabens das Wendenwehr. Beide stellten ein Hindernis für die Bootsfahrt und für Wanderfische dar. Am Petriwehr wurde im Juni 2022 ein Fischkanuspass für den Verkehr freigegeben.

### Badebetrieb
Bis 1951 gab es einen regulären Badebetrieb in der Oker, der wegen der Gewässerverschmutzung aufgegeben wurde. Ab 1813 wird Am Magnitor eine Schwimmanstalt für die gebildeten Stände erwähnt. 1821 eröffnete die Stadt eine Civilbadeanstalt für Männer, die nach ihrem Pächter die „Gellertshoffsche“ genannt wurde. Zu dieser führte von der Wolfenbütteler Straße die noch heute so benannte Badetwete.
Es folgten 1828 vor dem Augusttor eine Militärbadeanstalt und ab 1854 eine Badestelle für Eisenbahner vor dem Wilhelmtor. Diese zog in den Bürgerpark um und war unter dem Namen Bahnbade ab 1874 für alle Bürger zugänglich, bis sie 1951 ihren Betrieb einstellte.
Nach dem Ersten Weltkrieg gab es im Stadtgebiet nicht nur getrenntgeschlechtliche, sondern auch Familienbäder. Dicht an der Oker bei Melverode eröffnete 1927 der 1897 gegründete Schwimmverein Delphin eine Badestelle auf dem heutigen Gelände der Naturfreunde am Südsee.
Nach der Einstellung des Badebetriebs in der Oker werden als naturnahe Gewässer das Kennelbad sowie die Kiesteiche und der Raffteich von den Braunschweigern bis heute gerne genutzt.

### Freizeitwert
Die Umflutgräben stellen zusammen mit den Wallanlagen einen erholsamen Grünbereich innerhalb der Stadt dar. Mehrere Bootsverleiher haben sich etabliert, die erfolgreich geführte Ausflugsfahrten und Lesungen auf der Oker sowie andere Erlebnistouren anbieten. Auch die Gastronomie entlang der Oker hat diesen touristischen Bereich entdeckt, so wird in den Sommermonaten im Bürgerpark ein Strandcafé betrieben, von dem aus Ausflugsfahrten möglich sind.

Der Blick auf die Stadt von der Oker aus bietet für Touristen wie für Einheimische neue Perspektiven auf die Stadt und wird vom Stadtmarketing Braunschweig als Attraktion angeboten. Normalerweise ist der motorisierte Bootsverkehr auf der Oker unzulässig, für die touristischen Fahrten sind jedoch ausnahmsweise elektrisch betriebene und damit geräuscharme Antriebe zugelassen.

Der Grünbereich entlang der Oker wurde bereits mehrfach als Kulturort für Musik- und andere Veranstaltungen genutzt, zum Beispiel Jazz auf der Oker. Im Jahr 2000 anlässlich der Expo wurde die Oker illuminiert, 2010 und 2016 gab es weitere Lichtinstallationen im Rahmen der Lichtparcours.

### Westlicher Umflutgraben
Der Westliche Umflutgraben wird in den amtlichen Gewässerbetrachtungen als durchgehender Arm der Oker mit einer Länge von 3,7 Kilometern angesehen. Wichtigstes wasserwirtschaftliches Bauwerk ist das Petriwehr, das unter Denkmalschutz steht.
Markante Punkte am Verlauf des westlichen Umflutgrabens (von Süd nach Nord):
- Bürgerpark
- Kiryat-Tivon-Park
- Alter Bahnhof
- Europaplatz
- Petriwehr
- Löbbeckes Insel

### Östlicher Umflutgraben

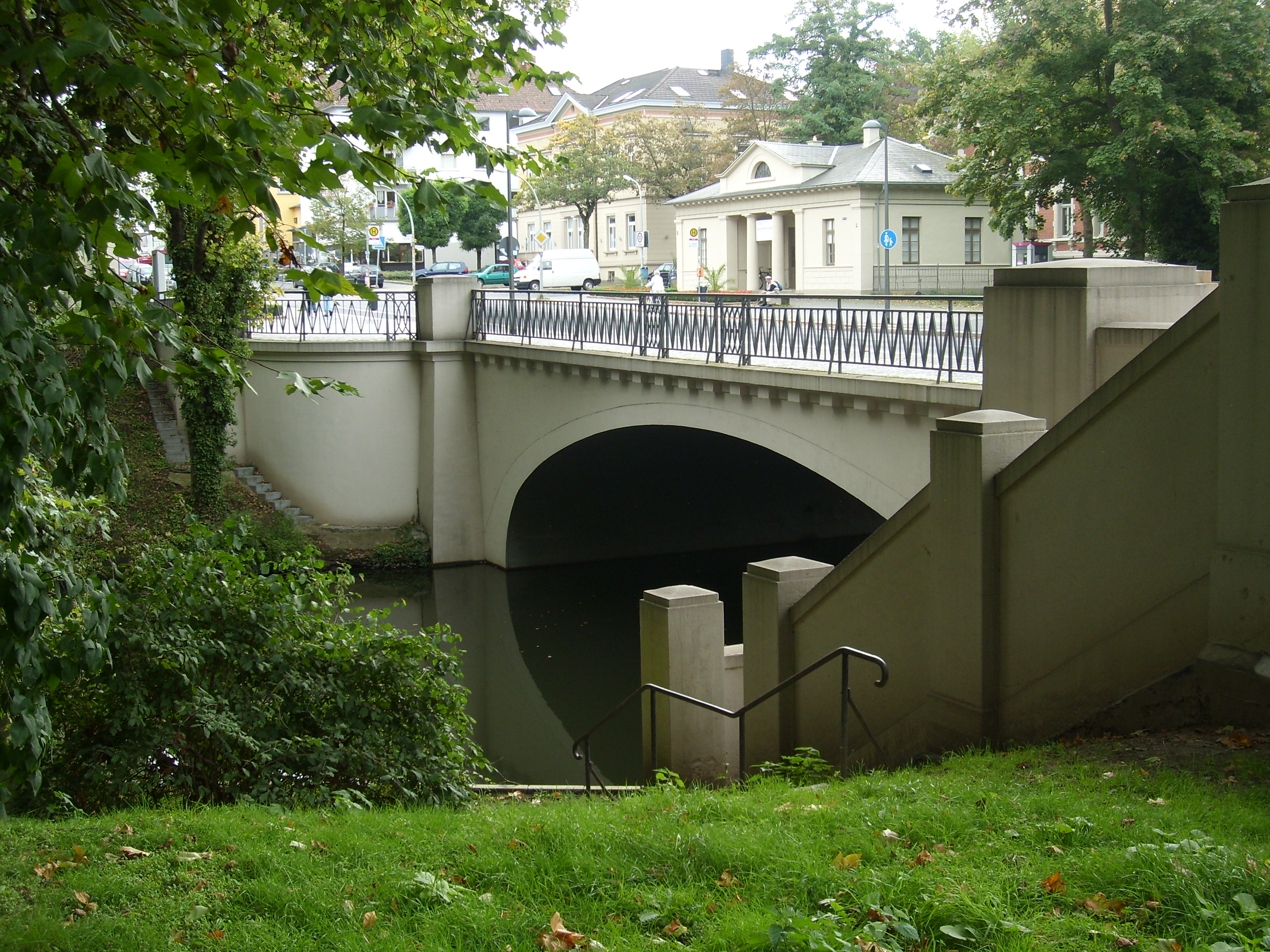
Steintorbrücke mit historischem Zollhaus

Der Östliche Umflutgraben ist mit 4,1 Kilometern Länge etwas länger als der Westliche und wird im nördlichen Bereich durch das Wendenwehr reguliert.
Markante Punkte am Verlauf des östlichen Umflutgrabens (von Süd nach Nord):
- Bürgerpark
- Löwenwall
- Herzog Anton Ulrich-Museum
- Museumpark
- Staatstheater Braunschweig
- Theaterpark
- Botanischer Garten der Technischen Universität Braunschweig
- Technische Universität Braunschweig
- Wendenwehr
- Löbbeckes Garten
- Löbbeckes Insel

## Oker im übrigen Stadtgebiet

### Südlich der Innenstadt
In das heutige Stadtgebiet Braunschweigs tritt die Oker bei Stöckheim und Leiferde aus dem benachbarten Wolfenbüttel ein. Markante Orte sind das Rüninger Wehr bei der Mühle Rüningen und nachfolgend der Südsee in der Gemarkung von Rüningen und Melverode. Der Südsee dient der Wasserstandsregulierung und dem Hochwasserschutz und ist ein beliebtes Naherholungsgebiet für Spaziergänger, Segler und Angler.
In diesem grundwasserreichen Gebiet bestand bis in die 1950er Jahre das Wasserwerk Rüningen westlich der Kennelteiche am Kreuzungspunkt der Bahnstrecke nach Bad Harzburg und der A 39. Die angelegten Teiche des Kennelgebiets dienten als Absetzbecken für das Trinkwasser, das auf diese Weise vorgereinigt und vom Pumpwerk Bürgerpark in die Versorgungsleitungen der Stadt gefördert wurde.
Das Wehr bei Eisenbüttel reguliert schon seit Jahrhunderten den Wasserstand vor der Braunschweiger Innenstadt und ist der Beginn des Bürgerparks. Dort verzweigen sich am Portikus die Okerarme zur Umflut.

### Nördlich der Innenstadt
Nördlich des Inselwallparks verläuft die Oker entlang des Kraftwerks Uferstraße bis in die Gemarkung von Ölper. Dort besteht seit den 1970er Jahren mit dem künstlich angelegten Ölpersee ein weiteres Naherholungsgebiet. Der See entlastet die Oker, die früher regelmäßig die Wiesen überschwemmte.
Das Wehr in Ölper am Standort der ehemaligen Mühle reguliert den Wasserstand für die Kühlwasserentnahme des Heizkraftwerks Mitte und die Abschlagmenge in den See. Im Weiteren verläuft die Oker in dem nunmehr sandigen Untergrund mäandrierend entlang des höheren Ufers bei Veltenhof durch eine breite Auenlandschaft bis Watenbüttel. Dort wird sie unter dem Mittellandkanal gedükert und verlässt das Braunschweiger Stadtgebiet bei der Autobahnbrücke der A 2 Richtung Rothemühle im Landkreis Gifhorn. Der Bereich vom Ölpersee bis zur Stadtgrenze steht als „Braunschweiger Okeraue“ unter Naturschutz.

## Gewässerqualität
Die Gewässerqualität speziell der Oker im Braunschweiger Stadtgebiet wurde im Auftrag der Stadt Braunschweig im Jahr 2012 untersucht.

### Gewässerstrukturgüte
Die Oker wird im Gesamtverlauf mit der zweitschlechtesten Güteklasse VI beurteilt und auch auf Braunschweiger Gebiet als Heavily Modified WaterBody, also erheblich veränderter Wasserkörper eingestuft. Dies betrifft die beiden Umflutgräben und den Okerverlauf vor und hinter der Innenstadt. Die Innenstadtgräben werden bei dieser Bewertung nicht berücksichtigt, sondern als Abwasserkanäle eingestuft. Die Umflutgräben sind bereits von ihrer Entstehungsgeschichte her in ihrem Verlauf völlig naturfern. Außerdem sind sie in den Uferbereichen abschnittsweise mit Steinschüttungen und Faschinen befestigt, um Abbruch zu vermeiden und Grundstücksgrenzen zu erhalten. Dies behindert sowohl die artenreiche Vegetation als auch die Fauna.
In den 1960er Jahren wurden erhebliche Eingriffe in den Flussverlauf zwischen Leiferde und Rüningen sowie bei der Anlage des Ölpersees zwischen Innenstadt und Ölper Wehr vorgenommen. Ursprünglich mäandrierende und damit naturnahe Abschnitte wurden durch Begradigungen mit Randbefestigungen ersetzt.
Ein weiteres Problem sind die Wehre in Rüningen, Eisenbüttel und Ölper sowie das Petri- und Wendenwehr. Im Braunschweiger Okerverlauf ist eine Höhendifferenz von 11 Metern vorhanden, 6 Meter davon an den Wehrabstürzen. Der Rückstau reicht teilweise bis zum davor liegenden Wehr, so dass der Wasserspiegel nahezu gefällefrei ist. Auch das Wehr an der Rothemühle staut bis in das Braunschweiger Stadtgebiet zurück. Das geringe Gefälle führt zu einer niedrigeren Fließgeschwindigkeit im Flussbett und zu einer hohen Sedimentation, also zu einer Verschlammung des Grundes. Dieses Phänomen wird in beiden Umflutgräben und südlich der Innenstadt beobachtet. Außerdem behindern die Wehre den natürlichen Transport von Steinen, Totholz und Kies und hemmen die Wanderung von Organismen.
Nördlich des Ölper Wehrs gibt es dagegen einen ausgedehnten Abschnitt mit den Symptomen der Tiefenerosion in Form von Abtragungen im Uferbereich und in den Fluss abrutschenden Bäumen. Eine mögliche Ursache könnte der fehlende Transport von Sedimenten aus dem Flussoberlauf sein.

### Biologische Qualität
Wie im übrigen Okerverlauf wird die Oker in die Güteklasse II-III, also als „kritisch belastet“ eingestuft. Auf die historisch bedingte außerordentlich starke Belastung mit Schwermetallen wird im Abschnitt über die Stadtgräben bereits eingegangen.
Positiv wird der Bestand einiger Wasserpflanzen wie der Mummel im Abschnitt oberhalb des Rüninger Wehres bewertet, dagegen sind die Umflutgräben und der weitere Verlauf bis zum Ölper Wehr auffallend vegetationsarm. Auch der Fischbestand entspricht mit Rotaugen und Flussbarschen sowie Aalen aus künstlichem Besatz nicht den Erwartungen an ein Tieflandgewässer und wird als unbefriedigend bewertet.

### Heizkraftwerk Mitte
Die thermische Leistung des Heizkraftwerks beträgt 330 MW und wird für die Fernwärme-Versorgung genutzt. Die ungenutzte Wärme wird über das aus der Oker entnommene Kühlwasser in den Fluss abgeführt, was insbesondere im Sommer zu einer beträchtlichen Erhöhung der Wassertemperatur führen kann. Diese ist gemäß der wasserrechtlichen Erlaubnis auf 28 °C begrenzt. Dies führt gemäß dem C-Bericht von 2004 nicht zu einer Schädigung der Lebensgemeinschaften im Fluss. Lachse jedoch, die in der Oker wieder heimisch werden sollen, stellen ihre Wanderung ab 25 °C ein.